# Opallionectes
Opallionectes andamookaensis (que significa "el nadador de ópalo de Andamooka") es el nombre dado a un plesiosaurio de 5 metros de largo, que se cree que vivió durante el período Cretácico temprano (Aptiense medio inferior), hace 115 millones de años, en mares poco profundos que cubren lo que ahora es Australia.

## Descripción
Un esqueleto parcial opalizado (que incluye vértebras, costillas, elementos de las extremidades, dientes y gastrolitos asociados) del animal ha sido descubierto en una mina de ópalo en Bulldog Shale en Andamooka en Australia Meridional y descrito por Kear en 2006. Tenía dientes afilados como agujas finas similares a los de los notosaurios y probablemente se usaban para atrapar presas pequeñas como peces y calamares. Se considera una especie de eslabón perdido entre los plesiosaurios mucho más antiguos, que vivieron hace 165 millones de años, y los que se encontraban cerca del final del Cretácico, hace 66 millones de años, entre los cuales había habido una brecha en el registro fósil. Los análisis de estructuras sedimentarias, fósiles, datos de isótopos y modelos climáticos muestran que Opallionectes vivió en una región caracterizada por condiciones estacionalmente frías (posiblemente heladas), lo que sugiere que había desarrollado alguna adaptación para vivir en agua fría, como migración estacional o metabolismo elevado.